# ERA B/C
O ERA B/C foi o chassi com o qual a ERA disputou as temporadas de 1950 e 1951
Teve como piloto Bob Gerard.